# Dietrich von Müller
Dietrich von Müller (16 de septiembre de 1891-3 de enero de 1961) fue un general alemán durante la II Guerra Mundial. Justo antes del final de la II Guerra Mundial fue promovido a Generalleutnant y se le concedió la Cruz de Caballero de la Cruz de Hierro con Hojas de Roble y Espadas.
El 19 de abril de 1945 fue hecho prisionero por miembros de la 1.ª Brigada Partisana Checoslovaca de Jan Žižka y entregado al Ejército Rojo. Condenado como criminal de guerra en la Unión Soviética, fue retenido hasta el invierno de 1955.